# Пшестшеле (Ломжинський повіт)
Пшестшеле (пол. Przestrzele) — село в Польщі, у гміні Єдвабне Ломжинського повіту Підляського воєводства.
Населення — 66 осіб (2021).
У 1975-1998 роках село належало до Ломжинського воєводства.

## Демографія
Демографічна структура станом на 2021 рік:
|          | Загалом | Допрацездатний вік | Працездатний вік | Постпрацездатний вік |
| -------- | ------- | ------------------ | ---------------- | -------------------- |
| Чоловіки | 33      | 8                  | 19               | 6                    |
| Жінки    | 33      | 3                  | 18               | 12                   |
| Разом    | 66      | 11                 | 37               | 18                   |